# 오르반 빅토르
오르반 빅토르 미하이(헝가리어: Orbán Viktor Mihály, 문화어: 오르반 빅또르, 1963년 5월 31일 ~ )는 헝가리 정치가이자 법률가이며, 4차례에 걸쳐 헝가리 총리직을 맡고 있다(1998년 ~ 2002년, 2010년 ~ ). 또한 보수정당인 피데스 (Fiatal Demokraták Szövetsége의 약어, 한국어 번역: 청년민주동맹)의 당대표이다.
세케슈페헤르바르에서 태어나, 외트뵈시 로란드 대학교(Eötvös Loránd University)에서 법을 전공하여 1987년에 졸업했다. 그 후 옥스퍼드 대학교의 펨브로크 칼리지(Pembroke College, Oxford)에서 정치학을 공부하였고, 이후에는 1989년 중앙유럽 혁명 초기 개혁주의 학생운동(피데스의 전신)의 수장으로서 정치에 본격적으로 뛰어들었다. 이 과정에서 너지 임레(Imre Nagy)를 포함한 1956년 헝가리 혁명 당시 순교자들의 면례에서 자국 내 소련 군대의 철수를 요구하는 연설을 하여 유명세를 얻었다. 이후 1990년에 헝가리 내 공산주의가 종식되고 민주주의로 전환됨에 따라, 오르반은 국회의원으로 선출되어 1994년까지 피데스의 수장으로 활동했다. 이후 그는 당시 중도우파, 고전적 자유주의적 성향을 띠고 있었던 피데스를 우파 포퓰리즘적 민족보수주의 정당으로 탈바꿈시켰다. 1998년 선거에서 피데스가 최다 의석을 확보한 뒤, 오르반은 우파 연합정권의 총리로서 4년간 정권을 운영했다.
피데스가 2002년과 2006년 선거에서 헝가리 사회당(Magyar Szocialista Párt, MSZP)에게 근소한 차이로 패한 뒤, 오르반은 8년 동안 야당의 대표로 활동했다. 그 와중에 2006년 당시 사회당 정권의 총리이었던 주르차니 페렌츠(Ferenc Gyurcsány)의 일명 ‘가을연설(Őszöd speech)’로 인해 사회당의 인기가 급락하였고, 2010년에는 압도적인 득표 차로 우파정권이 다시금 집권함에 따라 오르반은 총리로 재당선 된다. 이후 오르반 내각은 주요 헌법과 법률 개혁을 강행했고, 이 과정에서 야당과 외국의 비판을 받기도 했다. 2014년 피데스는 선거에서 또다시 승리하면서 다시금 압도적 다수정당의 지위를 얻었지만, 보궐선거의 결과로 현재는 단순 다수정당을 유지하고 있다.

## 생애
1963년 5월 31일 사업가이자 농학자인 아버지 괴죄 오르반과 특수 교육자이자 언어 치료사인 어머니 얼츠셰벳 사이에서 장남으로 태어났다. 오르반은 헝가리 페예르 주(Fejér County)의 도시 세케슈페헤르바르(Székesfehérvár)에서 태어나, 페예르 주의 다른 도시들에서 유년시절을 보내며 초등교육을 받았다. 이후 1977년에는 가족과 함께 세케슈페헤르바르로 이사를 갔다.
그는 세케슈페헤르바르에 있는 테레키 고등학교에 영어를 습득했다. 이후 2년의 군복무를 마치고 부다페스트에 소재한 외트뵈시 로란드 대학교(Eötvös Loránd University)에서 법학을 전공했고, 폴란드 연대 운동을 주제로 석사논문을 썼다. 1987년 대학을 졸업한 후 그는 솔노크(Szolnok)로 이사하여, 2년간 사회학자로서 부다페스트의 농림축산식품부 관할 경영교육 기관에서 업무를 수행했다.
그 후 오르반은 소로스 재단 장학금을 받으면서, 1989년에 옥스퍼드대학 펨브로크칼리-지에서 헝가리인 정치 철학가 지비그니크 펠치스키(Zbigniew Pelczynski)의 지도 아래 정치학을 공부했다. 이후 1990년 1월에는 옥스퍼드를 떠나고 공산주의가 갓 종식된 헝가리로 돌아와, 자국의 첫 민주의회 선거에 출마하게 된다.
1986년 오르반은 법률가인 어니코 레베이(Anikó Lévai)와 결혼한다. 오르반 부부는 슬하에 은퇴한 축구선수 가스파르(Gáspár)를 포함하여 5명의 자식을 두었다. 2016년 6월에는 장녀인 라헬(Ráhel)과 사업가 이슈트반 티보르(István Tiborcz)사이에서 첫 손자 얼리스(Aliz)가 태어났다. 종교활동에 있어서 오르반은 칼뱅파 헝가리 개혁교회의 일원이지만, 그의 아내는 로마 가톨릭 교도이다. 취미 생활로서 그는 스포츠를 매우 좋아하는데, 그 중에서도 특히 축구를 상당히 좋아한다. 실제로 그는 펠추트(Felcsút)의 축구 팀에서 프로 선수로 뛴 경력이 있다.

## 정치경력
14~15세 시절, 그는 고등학교에서 공산주의 청년 조직(KISZ)의 비서로 활동했다.(이는 헝가리 대학입학 필수 조건이었다.) 오르반은 나중에 인터뷰에서 그의 정치적 관점이 군복무 시절 급격히 바뀌었다고 밝혔으며, 이전의 자신은 공산 정권의 “순진하고 헌신적인 지지자”였다고 자평했다.

### 초기경력 (1988~1998)
1988년 3월, 오르반은 피데스(Fiatal Demokraták Szövetsége의 약어, 번역: 청년 민주 동맹)의 창립 멤버 중 하나였으며 피데스의 초대 대변인으로 활동하였다. 오르반을 포함한 첫 피데스 당원들은 대부분 공산당 정권을 반대하던 Bibó István College for Advanced Studies의 학생들이었다. 대학교에서 오르반은 급진적인 학생으로서 사회과학 저널인 Századvég ("End of Century")의 편집자 활동을 한다. 1989년 6월 16일, 오르반은 1956년 헝가리 혁명에서 희생된 너지 임레와 다른 순교자들의 면례를 맞아 부다페스트의 영웅광장(en:Hősök_tere)에서 연설을 했다. 해당 연설에서 오르반은 자유로운 선거와 소련 군대의 철수를 요구했으며, 이 연설은 전국적인 환호를 불러일으켰다. 1989년 여름에 그는 쾨베르 라슬로(László Kövér)와 함께 피데스의 대표로서 헝가리 원탁회의에 참여한다.

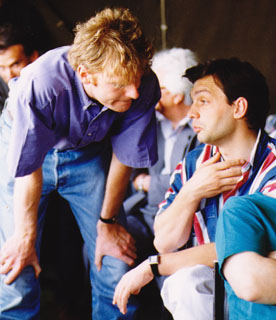
1993년 가보르 포도르 와 빅토르 오르반.

옥스포드에서 헝가리로 돌아온 이후, 그는 1990년의 국회의원 선거에서 소속 정당의 페슈트 주(Pest) 지역구 국회의원으로 당선된다. 그는 피데스의 교섭단체장으로 임명되었으며 임기가 끝나는 1994년까지 이 직책을 수행했다. 임기 도중인 1993년 4월 18일에 그는 피데스의 첫번째 당 대표로 선출된다. 그가 이끄는 동안 피데스는 급진적 자유주의 학생 조직에서 중도 우파 인민당(center-right people’s party)으로 서서히 변화했다. 이 보수로의 선회는 당의 심각한 분열을 불러일으켰고, 몰나르 페테르(Péter Molnár), 포도르 가보르(Gábor Fodor), 셀레니 주전너(Zsuzsanna Szelényi) 등의 멤버들이 당을 떠나 자유민주동맹(SZDSZ) 등에 새로이 둥지를 튼다. 자유민주동맹은 초기에는 피데스의 강력한 우군이었지만 이후에는 피데스의 정치적 적수로 부상한다.
1994년의 국회의원 선거에서 피데스의 지지율은 5% 수준을 간신히 넘겼고, 오르반은 페예르 주 지역 국회의원으로 당선된다. 그는 1994년부터 1998년까지 유럽 통합 문제 위원회(the Committee on European Integration Affairs)의 의장으로 재직했고, 1995년에는 면책, 적합성 및 자격 위원회(Immunity, Incompatibility and Credentials Committee)에 잠시 재직하였다. 그가 의장으로 재직하던 1995년에 피데스는 헝가리 시민당(Magyar Polgári Párt)을 당의 약식 명칭으로 채택했다. 피데스가 우파 진영에서 점차 영향력을 키워가는 동안, 기존의 대표 우파 보수주의 정당이었던 헝가리 민주 포럼(Hungarian Democratic Forum, MDF)은 많은 지지를 잃었다. 1996년 4월 오르반은 뉴아틀란틱이니셔티브(New Atlantic Initiative, NAI)의 헝가리 전국 위원회 의장으로 당선된다.
1992년 9월, 오르반은 자유민주당(Liberal International)의 부의장으로 선출되었다. 그러나 피데스는 2000년 11월에 자유민주당을 떠나 유럽 인민당(the European People's Party)에 가입하였다. 이 기간에 오르반은 헝가리의 중도 우파들이 연합할 수 있도록 노력을 기울였다. 2002년 10월 포르투갈 에스토릴에서 열린 유럽 인민당 의회에서 그는 부의장으로 선출되었고, 2012년까지 직책을 유지했다.

### 첫 번째 총리 임기 (1998~2002)
1998년에 오르반은 헝가리 민주 포럼(Hungarian Democratic Forum) 그리고 독립소지주당(Independent Smallholders, Agrarian Workers and Civic Party, FKGP)와 성공적으로 연합을 이루어냈고, 1998년 42%의 지지율을 받으며 국회의원 선거에서 승리했다. 이를 통해 빅토르 오르반은 헝가리 역사상 두 번째로 젋은 나이로 총리가 되었으며, 1998년부터 2002년까지 직무를 수행했다.

#### 내정 문제

피데스(Fiatal Demokraták Szövetsége :청년 민주 동맹)의 로고

새 정부는 곧바로 국가 행정에 대한 급격한 개혁을 시작했으며, 정부 부처들을 재조직하고 경제를 관리하는 상급 부처를 만들었다. 또한, 사회보장기금 위원회와 중앙집권적 사회보장연금을 폐지하였다. 독일의 모델을 따라 오르반은 총리의 권한을 강화했고 그의 내각 업무를 감독하는 새 장관을 임명했다. 이 과정에서 수천 명의 공직자들이 자리를 잃었다(입법부와 행정부간의 구별은 이루어지지 않았으며, 이는 집권당의 강력한 ‘승자 독식’을 불러일으켰다). 전체적인 개혁은 중앙집권적 방향으로 이루어졌다.
반대 정당들의 격렬한 시위에도 불구하고 정부는 2월에 국회 총회를 3주에 한번만 열기로 결정하였으며, 국회의 입법활동과 정부에 대한 감시 기능을 축소시켰다는 비판을 받았다. 이후 3월 후순에 정부는 가결에 2/3의 동의를 필요로 하던 국회 규칙을 과반으로 축소시키려는 시도까지 했지만, 헌법재판소에 의해 위헌판결이 내려졌다.
오르반 내각의 몇몇 고위 공직자들은 크고작은 사건들에 연루되기도 하였다. 국무총리실에서 일하던 국무장관 중 두 명은 미국의 군수업체인 록히드 마틴의 뇌물 스캔들에 연관되어 5월 중 사임하였다. 이는 대형 전투기 계약을 앞두고서, 두 국무장관과 오르반의 정당에 소속된 32명의 다른 보좌관들이 미국 상원의원 2명에게 편지를 보내, 부다페스트에 위치한 록히드(Lockheed)의 매니저가 헝가리 주재 미국 대사로 임명되도록 해달라는 로비를 하였기 때문이다. 또한 국세청장 역시 8월 31일에 사임하였는데, 이는 야당측의 지속적인 부정 거래 의혹 제기로 인한 것이었다. 1998년 하반기에는 두 가지 도시계획 프로젝트(새 국립극장 건설(new national theatre)과 네번째 지하철 노선 건설(fourth subway line))의 취소여부를 두고 부다페스트 시의회와 정부 사이에 긴장감이 흐르기도 하였다.

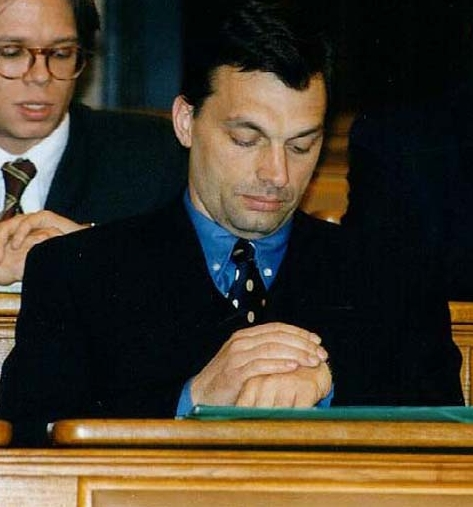
1997년의 빅토르 오르반

피데스가 주도하는 연립정부 세력과 반대진영 간의 관계는 점점 악화되었다. 반대측의 저항에도 불구하고 정부는 헝가리 중앙은행 총재, 부다페스트시 검사장, 헝가리 라디오 등을 비롯한 주요 기관의 장을 친-정부 인사들로 빠르게 교체해 나갔다. 이에 더해 오르반은 10개월 동안 의회의 대정부 질문 시간에 나타나지 않았다. 또한 오르반의 “의회는 반대파 없이도 작동한다” 등의 발언은 그가 오만하고 공격적인 통치자의 이미지를 갖는데 기여했다.
브뤼셀에 위치한 국제기자연맹(International Federation of Journalists)에서는 헝가리 공영방송이 파산 위기를 맞자 언론에 대한 헝가리 정부의 부적절한 정치적 영향 행사를 비판하는 보고서를 발행하기도 하였다.
2001년에 일어난 수많은 정치 스캔들로 인하여 부다페스트의 권력을 쥐고 있던 정치연합은 실질적으로 해체되었다. 2월에 벌어진 뇌물 스캔들로 인해 독립소지주당(FKGP)에 여러 혐의를 받았고 주요 인사들이 기소되는 등 많은 파장이 일었다. 그 결과 조제프 토르기안(József Torgyán)은 독립소지주당 당대표와 농림부 고위직에서 모두 사임하게 되었다. 독립소지주당은 해체되었고 여기에 소속되었던 여러 국회의원들은 정부쪽 파벌로 자리를 옮겼다.

#### 경제 정책
오르반은 세금과 사회보험 납부액을 4년간 서서히 줄이면서 동시에 인플레이션과 실업을 줄이는 것을 목표로 했다. 새 정부가 처음 취한 조치들 중에는 대학교 등록금을 없애는 것과 모든 임산부를 대상으로 한 복지정책이 포함되어 있었다. 정부는 사회주의-민주주의적인 안정화 정책을 지속하겠다는 의지를 표명했으며 GDP의 4.5%에 달하는 재정적자를 줄이겠다고 공언하였다. 전임 사회주의 노선 내각은 국가 경영 기업들의 민영화를 거의 대부분 달성한 상태였으며 종합적인 연금 개혁을 실시했었다. 그러나 이들은 두 가지 큰 사회경제적 이슈인 보건개혁과 농업개혁을 미루었고, 이는 오르반 정부에서 해결해야 하는 문제로 남았다.
오르반 정부는 여러 경제적 성과를 보였다. 인플레이션은 1998년 15%에서 1999년 10%, 2000년 9.8%, 2001년 7.8%로 줄어들었다. GDP 성장률은 상당히 안정적이었는데, 1999년에는 4.4%, 2000년에는 5.2%, 2001년에는 3.8%를 기록했다. 재정적자는 1999년의 3.9%에서 2000년에는 3.5%, 2001년에는 3.4%로 감소하였으며 국가 채무는 GDP의 54% 수준으로 감소하였다. 또한 오르반의 내각이 집권하면서 헝가리가 EU와 유로존(Eurozone)에 가입할 수 있을 것이라는 희망이 보였다. 그러나 EU(European Union)에 가입하기 위한 협상은 1999년 가을, EU가 신규가입 신청국에 대한 심사국을 6개국에서 12개국으로 늘리면서 지연되었다. 비록 2004년 EU에는 가입하였지만, 헝가리는 아직까지도 유로존에는 미가입 상태이다.
오르반은 전례 없는 예산증액과 긴축 통화정책을 시도했음에도 불구하고, 1999년 10%에서 2000년 9.5%로 단 0.5%p의 인플레이션 감소를 이뤄 인플레이션을 충분히 줄이지 못했다는 이유로 비판을 받았다. 하지만 그럼에도 불구하고 투자는 지속적인 증가세를 보이고 있었다.

#### 외교 정책
1999년 3월 러시아의 반대가 무산된 이후 헝가리는 체코, 폴란드와 함께 NATO에 가입하였다. 이 결과 공산주의 붕괴 이후 유럽의 안정을 추구하던 헝가리의 노력은 무산되었다. NATO에 가입함으로 인하여 헝가리는 유고슬라비아의 코소보 사태에 개입하고 코소보 반군의 현대화를 도울 의무가 생겼다. NATO 가입은 또한 유고슬라비아의 무역 제재와 그로 인한 경제적 피해를 야기했다.
헝가리는 1999년에 헝가리 주변국(루마니아, 슬로바키아, 세르비아-몬테네그로, 크로아티아, 슬로베니아 및 우크라이나)에 살고 있는 약 300만명의 헝가리계 소수민족에 영향을 미치는 ‘신분법’(status law)을 발표함으로서 국제언론의 관심을 끌었다. 이 법은 교육 및 보건 혜택과 취업 권리를 제공했으며, 1920년 트리아농 조약(Trianon Treaty)의 암운을 걷어내는 효과를 불러일으켰다. 주변 국가들, 특히 루마니아는 해당 법이 모욕적이고 내정 간섭이라고 보아 반발하였다. 신분법을 긍정적으로 바라보는 사람들은 이 법을 비판하는 국가들 또한 이미 유사한 법을 자국의 소수민족에게 적용하고 있다고 반박하였다. 2001년 12월에 이뤄진 오르반과 루마니아의 수상인 아드리안 나스타세(Adrian Năstase)간의 협의 이후 신분법은 개정되었고, 루마니아는 개정 신분법을 묵인하였다. 슬로바키아는 2002년 선거 이후 들어선 새 정부가 추가적인 양보를 하면서 신분법을 받아들였다.

#### 2002 국회의원 선거

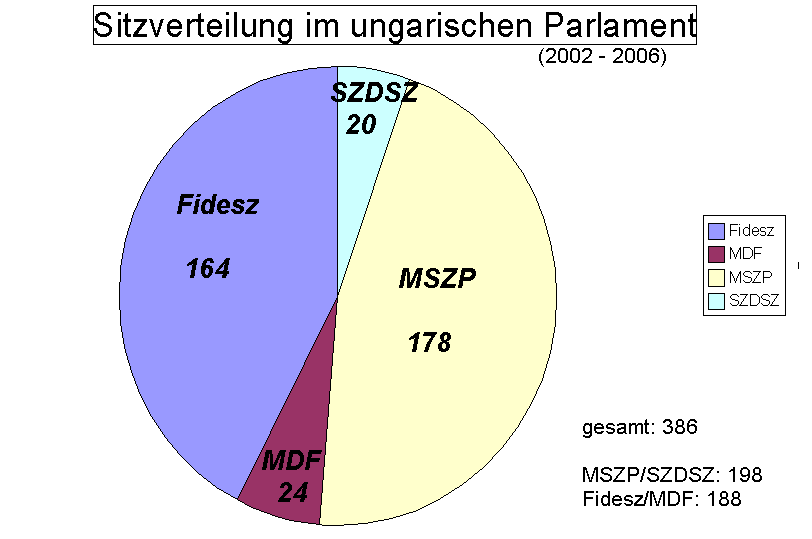
2002년~2006년 헝가리 의회 구성

다가오는 2002년의 선거에도 불구하고 정당들에 대한 국민들의 지지율은 부진한 편이었다. 피데스와 주요 야당인 헝가리 사회주의 정당(MSZP)은 각각 26% 정도의 비등한 지지율 수준을 보였다. 2001년 9월에 갤럽에서 실시한 여론조사에서는 피데스-헝가리 민주주의 포럼 연합이 33%의 지지율을 보일 것이며, 사회주의 정당이 28%, 그리고 다른 야당들이 각각 3%를 얻을 것으로 예상되었다. 반면 이 기간에 독립소지주당(FKGP)에 대한 국민들의 지지율은 1998년의 14%에서 2001년 1% 수준으로 추락할 것으로 예상되었다. 하지만 무려 약 40%의 유권자들이 아직 지지 정당을 결정하지 않은 것으로 나타났다. 사회주의 정당은 이미 총리 후보를 전임 재무장관이었던 페테르 메드제시(Péter Medgyessy)로 선택한 상태였지만 이는 지지율을 상승시키는 데에 크게 효과적이지 못했다. 선거의 다크호스는 급진적 민족주의 성향을 띈 헝가리 정의당(Hungarian Justice and Life Party, MIÉP), 그리고 이들의 지도자였던 이스트반 슈르카(István Csurka)였다. 오르반과 그의 정당은 2002년 선거 이후 연합을 이뤄야 될 수도 있다는 가능성 때문에 헝가리 정의당을 무시할 수 없었다.
2002년의 총선은 10여 년간 헝가리가 경험한 선거 중 가장 뜨거웠다. 국내에서 역사적으로도 심각한 수준의 문화적, 정치적 균열이 발생한 시기였다. 결국 오르반의 연합은 총선에서 참패했다. 상대방인 헝가리 사회주의 정당(MSZP) 그리고 자유주의 정당인 자유민주연합(Alliance of Free Democrats-SZDSZ)의 연합이 승리하였다. 투표율은 무려 73.5%로 나타났다. 이외에 의회 진출에 성공한 정당은 헝가리 민주주의 포럼(Hungarian Democratic Forum)밖에 없었다. 인민주의적 독립소지주당(FKGP)과 우파 계열인 헝가리 정의당은 모든 의석을 잃었다. 따라서 새로운 국회의 정당 수는 기존의 6개 당에서 4개 당으로 축소되었다. 헝가리 정의당은 선거부정을 주장하고 재개표를 요구했으나, 중앙선거위원회는(Central Elections Committee) 재개표가 필요하지 않다는 결론을 내렸다. 위원회의 주장은 유럽 안보협력 기구(Organization for Security and Co-operation in Europe)에서 파견된 참관인들의 주장과 대부분 일치하했으며 그들이 선거에 대해 실질적으로 가한 비판은 공영방송이 피데스에 유리하도록 편향성을 가졌다는 것밖에 없었다.

### 야당에서 (2002~2010)

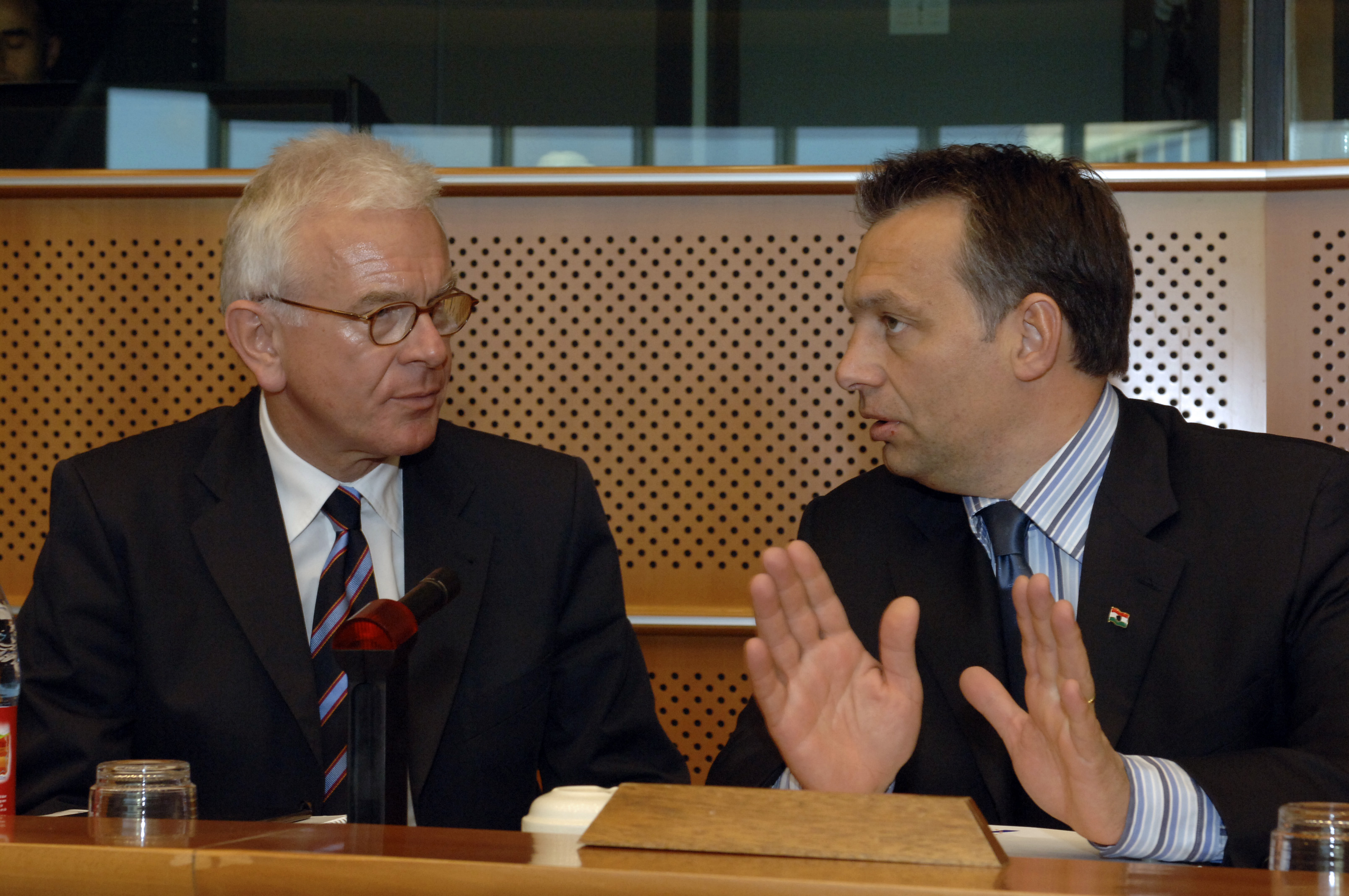
오르반과 한스-게르트 포터링(유럽의회 의장)

오르반은 2001년에 미국 기업 연구소(American Enterprise Institute-대표적인 보수적 성향의 연구소)로부터 자유상(Freedom Award)을 받았으며, 이에 더해 폴락상(Polak Award)과 대십자 건국 훈장(The Grand Cross of the National Order of Merit) 상을 받았다. 또한 2002년에는 사회적 시장경제상(Förderpreis Soziale Marktwirtschaft), 2004년에는MériteEuropéen상을 받았다. 또한 2004년 4월에 그는 성 그레고리 기사단의 교황 대 십자훈장(Papal Grand Cross of the Order of Saint Gregory the Great)을 수여 받았다.

2004년 유럽연합 의회선거에서(2004 European Parliament election) 여당인 헝가리 사회당(MSZP)은 상대인 보수주의 피데스 정당에게 크게 패배했다. 피데스는 47.4%를 득표했고, 헝가리에게 배정된 24석 중 12석을 차지했다. 2006년 총선에서 오르반은 피데스 당원으로 출마한다. 이 선거에서 피데스가 다수를 차지하는데 또다시 실패하자, 오르반은 당 지도자로서의 능력을 의심받기 시작했다. 그러나 오르반은 이후 사회주의-자유주의 연합에 대항해나가는 과정에서 자신의 지위를 서서히 되찾게 된다.

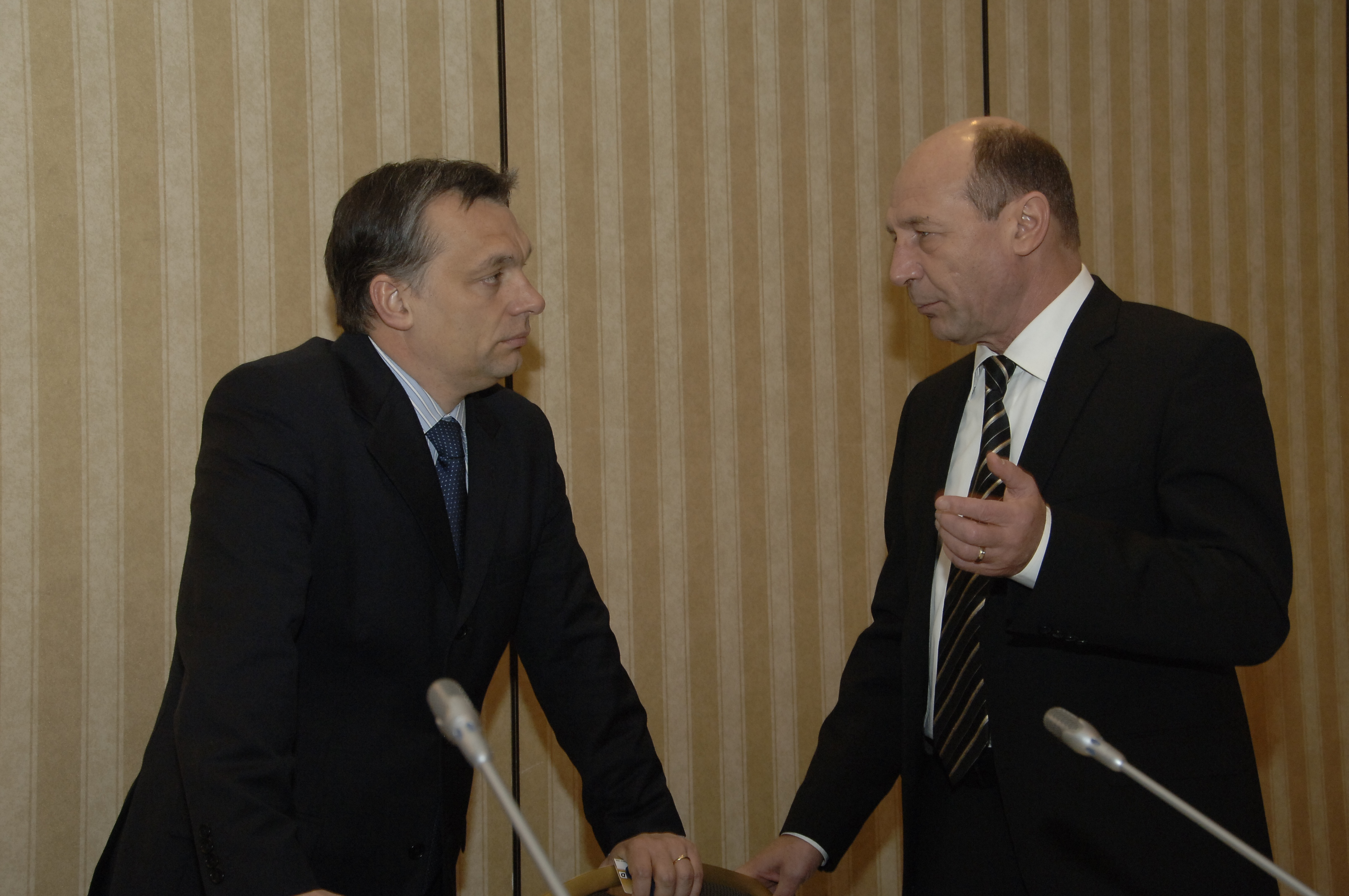
2008년 오르반과 루마니아 대통령 트라비안 버세스쿠

2006년 9월 17일에는 헝가리 사회당(MSZP)이 2006년 5월 26일에 가졌던 비공개 미팅의 녹음파일이 유출되는 사건이 일어났는데, 해당 자료에는 헝가리 총리인 주르차니 페렌츠(Ferenc Gyurcsány)의 외설적인 발언이 담겨있었다. 이에 대해 11월 1일, 오르반과 피데스는 11월 4일(소비에트의 1956년 혁명 진압일)에 전국에서 대규모 시위를 벌이겠다는 계획을 발표했다. 그러나 시위의 규모가 예상보다 작았으며, 연말에는 열기가 대부분 수그러들게 된다. 2006년 10월 1일 피데스는 지방선거에서 승리를 거두게 된다. 비록 자유당(Liberal Party)에 부다페스트(헝가리의 수도, 정권을 상징)를 아깝게 내줬지만, 피데스는 헝가리 주요도시 23곳 중 15곳의 시장선거에서 승리했으며, 20개의 지역의회 중 18개에서 다수의석을 확보하였다. 이로써 피데스는 헝가리 사회당 정부를 견제할 힘을 얻게 된다. 이 일련의 과정을 통해 오르반은 2007년 5월 다시 한번 피데스 당대표로 선출된다.
이후 피데스는 여당인 사회당을 상대로 병원 입원비와 의료비, 고등교육에 대한 교육비 등에 관한 정부의 개정안을 철회할 것을 주장하였고, 이는 2008년 3월 8일 국민 총 투표로 이어졌다. 총 투표 절차는 2006년 10월 23일 오르반은 7가지 투표질문을 국가유권자청(National Electorate Office)에 접수하였고, 이중 3개가 2007년 12월 17일에 인가되었다. 일각에서는 투표율이 유효투표율을 넘을 수 있을지 의문을 제기하였지만, 투표 결과 유권자의 50.5%가 투표에 참여하였으며 80% 이상의 투표자가 피데스에 지지의사를 밝힘으로써 사회당(MSZP)과 자유민주연합(SZDSZ)의 연립은 큰 타격을 입게 된다. 2009년 유럽연합의회선거(2009 European Parliament election)에서 피데스는 다시 한번 큰 차이로 승리했으며, 56.36%의 득표율로 헝가리에게 배정된 22석 중 14석을 차지하게 된다.

### 두번째 총리 취임 이후 (2010~)

#### 2010년 총선과 재집권

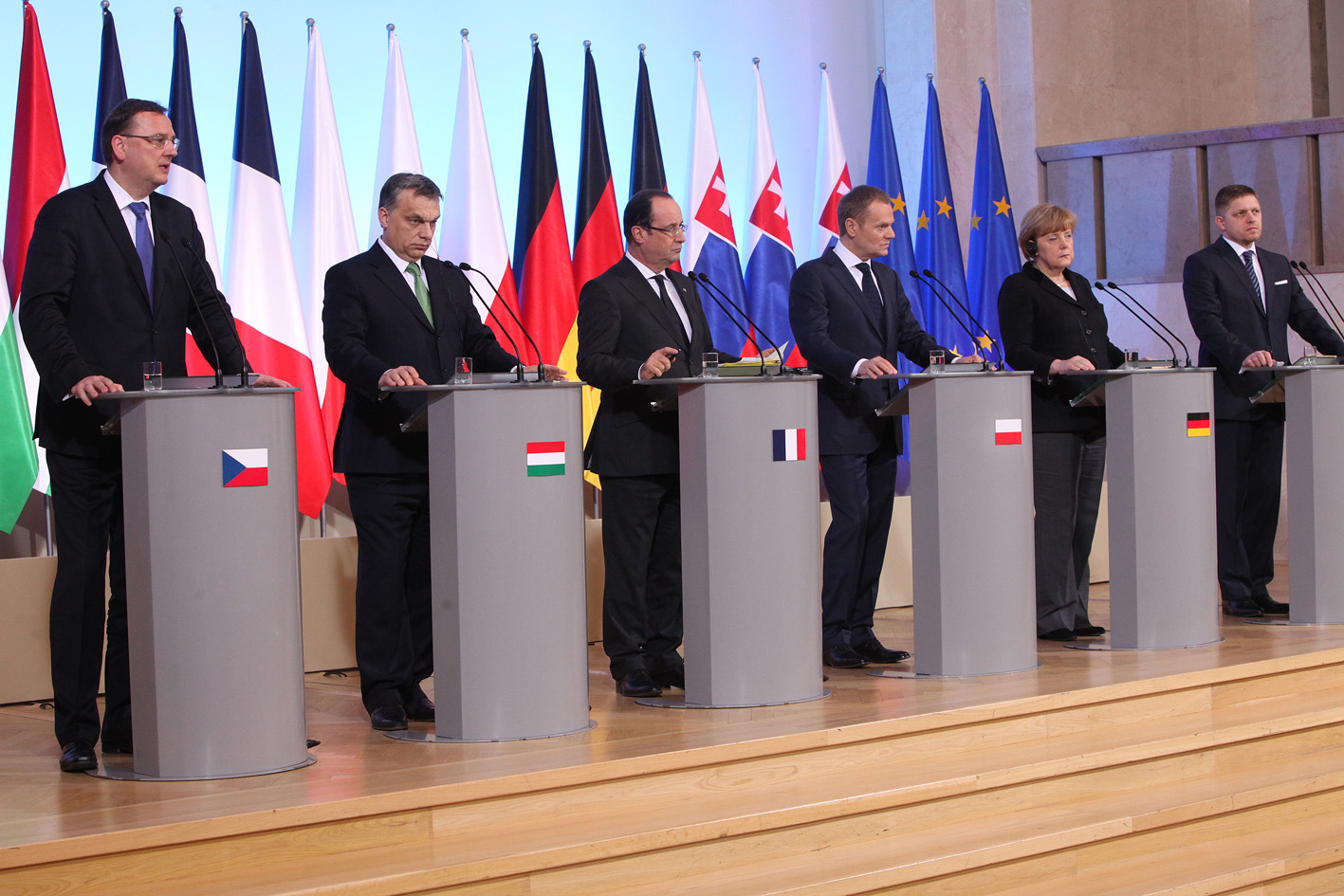
비셰그라드 그룹(Visegrád Group)과 독일, 프랑스의 지도자 기자회견

2010년 4월 총선에서 긴축 대신 경제 성장을 기치에 내건 피데스는 52.73%의 득표율을 기록하면서 압승, 전체 의회 의석 386석의 3분의 2를 넘는 263석을 확보하는데 성공했다. 오르반은 총리 취임 직후 긴축을 요구하는 국제 통화 기금(International Monetary Fund, IMF)의 지원을 거부했으나 상황이 여의치 않자 구제금융을 요청했고, 이후 오르반은 특별세를 징수하는 등의 정책을 통해 2013년 구제금융 부채를 조기상환했다.
높은 지지율에 힘입어 오르반은 헌법을 개정하여 전통적인 이성결혼만을 허용하는 등 기본권을 대폭 축소하고, 헌법재판소장 임명권을 의회로 이전하며, '국가의 지적, 정신적 통일 수호'에 어긋나는 언론 보도나 각종 시위에 대한 규제를 강화하였다. 또한 선거구를 여당에게 유리하도록 개편하여, 기존 헝가리 의회의 386석을 199석으로 축소하는 등 수많은 독소조항을 담고 있다. 뿐만 아니라 중앙은행법 역시 개정하여, 대통령은 중앙은행 총재뿐 아니라 부총재 2명의 임명권까지 갖는다. 유럽연합(EU), IMF는 중앙은행의 독립성 훼손에 대한 항의표시로 헝가리 정부와 구제금융 관련 협상을 중단한 상태이다.
중앙은행법 개정과 동시에 미디어법 등까지 개정하면서 기본권을 제약한다는 비판을 받자 EU와의 갈등은 고조되었으며, 이에 오르반은 2014년 총선을 앞두고 "다국적 기업과 은행들, EU 관리들이 헝가리를 공격하려 한다", "탐욕스러운 저들이 이득을 얻지 못하도록 정책을 펴 나갈 것"이라고 EU와 외국 기업들을 비판하는 등의 행보를 이어갔다. 이후 계속되는 자유민주주의에 반하는 성명과 인터넷세의 도입, 부정부패의 발견 등으로 논란이 되고 있다. 따라서 그의 두번째 임기에는 반정부 시위가 급증했는데, 2014년 11월 인터넷세 도입에 반대한 부다페스트 시위는 대표적인 사례이다.

#### 2014년 총선과 연임
2014년의 총선에서 오르반의 피데스는 비록 득표율은 44.54%로 2010년 총선에 비해 10%가량 떨어졌으나, 연립여당 기독교민주인민당(Kereszténydemokrata Néppárt, KNDP)와 합쳐 여전히 의회의 199석 중 133석을 가져가는 대승을 거두면서, 오르반의 세번째 수상 임기가 시작되었다. 여기에는 국제 통화 기금의 차관을 모두 갚으며 IMF 체제에서 벗어났고, 유로화 위기에도 극심한 경기 침체 없이 선방한 점이 크게 기여했다. 오르반 역시 이런 점을 의식하여, 국내은행의 점유율을 높이고, 국채 발행을 확대하며 주요 공공 서비스의 국유화 등 경제 부문에 집중한 공약을 전면에 내세웠다.

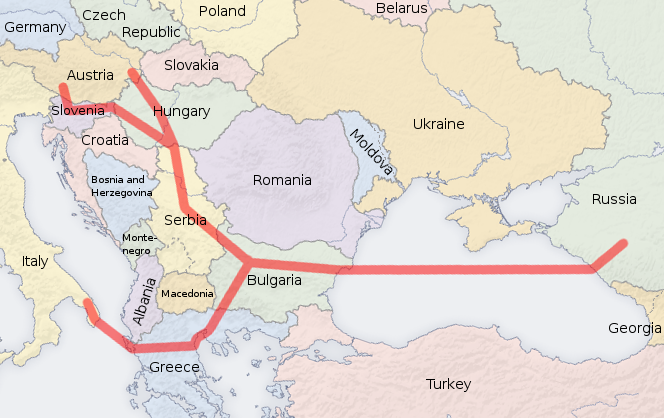
사우스 스트림 기존 경로

오르반은 2015년 4월, 헝가리의 형사 처벌 제도가 너무 관대하다고 지적하면서 사형제 재도입 논의를 시작할 것을 제의했다. 하지만 이 같은 발언에 대해 EU 지도부는 EU의 기본 가치와 규범에 위배되는 것이라고 비판했다. 오르반은 EU의 경고를 수용하여 논의를 중단하였다. 오르반은 최근 러시아와 독일 사이의 가스 파이프라인인 노드 스트림 II(Nord Stream II)에 반대하고 있다. 그는 기존에 헝가리를 공유하는 발칸 파이프라인, 즉 사우스 스트림(South Stream)의 무산에 대해 지속적으로 이의를 제기하였다. 사우스 스트림은 러시아가 우크라이나 크림 위기에 개입했다는 이유로 유럽 연합으로부터 경제 제재를 당한 뒤부터 불가리아가 가스관 건설에 난색을 표하면서 포기하였다.
오르반은 외국인 정책에 있어서 매우 강경한 태도를 보이고 있다. 2015년 1월 샤를리 엡도 총격 테러가 일어난 이후 오르반 총리는 "이민정책은 반드시 중단되어야 한다", "우리는 다른 문화적 특징을 가진 많은 외국인들이 우리에게 섞이는 것을 원하지 않는다" 등의 외국인 반대 발언을 했다. 특히 유럽 난민 사태 당시 오르반 총리는 강경한 태도로 주목을 받았다. 오르반 총리는 2015년 9월 독일 등이 시리아 등지에서 오는 난민을 수용하겠다고 하자 "무슬림 난민이 몰려오면 유럽의 번영과 정체성, 기독교적 가치가 위협받게 될 것"이라고 하며 반대했다.
오르반은 더블린 조약에 의한 EU 난민할당제에 가장 강경하게 반대하는 입장중 하나이다. 헝가리는 일찌감치 국가비상사태를 선언하고, 난민 입국을 막았으며, 동시에 난민이 들어오는 남쪽 국경 전체에 장벽을 쌓아서 국경을 차단했다. 동시에 자국에 이미 들어온 난민들은 열차에 태워서 난민을 받겠다고 한 서유럽 국가들로 대거 보내 버리기도 했다. 또한 국경에서 8km 떨어진 곳에서까지 경찰이 난민을 체포해 세르비아로 돌려보낼 수 있도록 허용하는 법을 통과시켜서 헝가리를 거쳐가려는 난민들은 세르비아에서 발이 묶인 상태이다. 이 때문에 난민들의 항의 시위가 일어나고 있으며 세르비아, 오스트리아와도 충돌을 빚고 있다. (이후 지속적인 오르반의 對난민 태도에 대해서는 아래 유럽 난민 문제에 대한 입장 문서 확인)

### 2022년 총선위기, 유럽연합 탈퇴소동
4월 3일 총선을 앞두고 야권에서 이념 상관없이 단일화를 추진해 나가면 오르반의 재선의 차질이 생길 전망이다. 야권 총리후보에 오른 페테르 마키 제이와 붙게 되는데 여론조사에서 집권당과 야권 연합의 지지율은 박빙인 것으로 나타나면서 쉽지 않은 선거가 될 전망이다.
2월 16일 유럽사법재판소(ECJ)의 새로운 EU 법치주의 메커니즘에 대한 판결을 헝가리와 폴란드는 이 규정의 합법성에 대해 ECJ에 판결을 구했고, ECJ는 오는 16일 판결을 내릴 예정이었다 13일 지지자 앞에서 EU가 법치주의라는 구호 아래 '성전, 지하드'를 벌이고 있다고 말했다. 이어 그는 EU에 헝가리에 대한 '관용'을 요구하면서, 그렇지 않으면 '공동의 길'을 계속 가는 것이 불가능하다고 주장했다. 독일의 뉴스매체 dpa는 연설을 인용해 오르반이 탈퇴 한다고 보도했다. 즉각 반박하며 본인은 탈퇴를 주장하지 않았다고 반박하면 야권의 집권을 돕기 위해 dpa가 선거의 개입을 했다면 가짜뉴스의 공장이라면 불쾌함을 드러냈다.

## 정치관

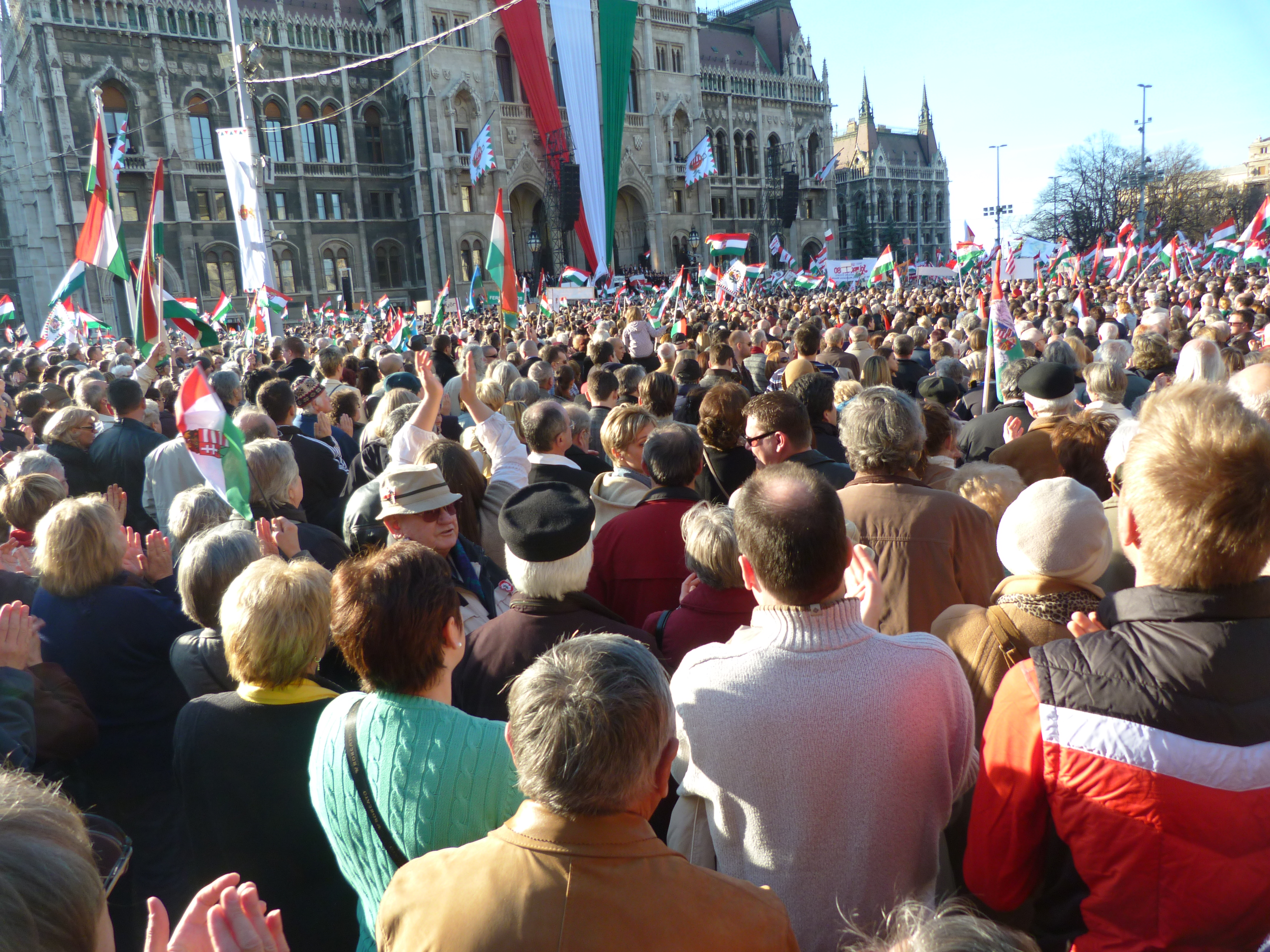
“헝가리인들은 외세에 의존하지 않을 것이다” - 오르반의 2012년 3월 코수스 광장 연설

유럽연합에 대한 온건한 회의주의, 포퓰리즘 그리고 일국보수주의가 혼합된 오르반의 정치 철학은 영국 보수당(Conservative Party)의 데이비드 캐머런(David William Donald Camaron), 폴란드 법과 정의당(PiS)의 야로스와프 카친스키(Jarosław Kaczyński), 프랑스 국민전선(Front National)의 마린 르 펜(Marine Le Pen), 스페인의 포데모스(Podemos), 이탈리아의 마테오 렌치(Matteo Renzi), 미국의 도널드 트럼프(Donald John Trump), 러시아의 블라디미르 푸틴(Владимир Владимирович Путин), 터키의 레제프 타이이프 에르도안(Recep Tayyip Erdoğan) 등 다양한 정치가와 비견되곤 한다.
오르반이 자신의 정치적 관점을 가장 구체적으로 보여준 건 2014년 루마니아 하르기타 주(Hargita megye) 연설에서였다. 오르반은 파편화된 개인상을 전제하는 전통적 자유주의 관점에 반대하며, 공동체의 건설과 결집을 중시하는 국가상을 지향한다. 이러한 국가상은 인권과 같은 자유주의적인 개념들을 존중하지만, 개인이 아닌 집단을 정치행위자로 전제하기 때문에 반-자유주의 노선으로 간주된다. 실제로 오르반은 국가가 국내자급자족, 국가자주권, 가족주의, 완전고용 그리고 문화유산의 보존을 촉진해야 한다고 밝혔으며, 터키, 싱가포르, 러시아, 중국 같은 나라를 모델로 삼아 나아가야 한다고 주장했다.
오르반의 2, 3차 집권은 국제적 논란거리가 되었고, 그의 정치적 관점에 대한 반응은 제각각이었다. 2011년 그의 임기 중에 추진된 개헌은 입법권과 행정권을 중앙 집권화하는 동시에 시민의 기본권을 침해하고, 언론의 자유를 일부 제한하며, 사법부와 헌법재판소를 약화시킨다는 이유로 비판에 직면했다. 이러한 이유에서 몇몇 비판자들은 그를 민족통일주의자, 포퓰리스트, 권위주의자, 친푸틴주의자, 독재자 등으로 묘사했다. 하지만 최근에는 유럽 난민 사태와 유럽연합 내 IS 테러 등의 사태들이 겹치면서 오르반의 국수주의, 보수주의적 정치철학이 부각되기 시작하였다.
오르반의 사회적 보수주의, 유럽연합에 회의적인 민족주의, 헌법 개정, 그리고 일명 “비자유적 민주주의”에 세계의 이목이 집중되고 있다. 미국의 정치저널 폴리티코(Politico)는 그의 극우적 정치철학에 대해 “국가주권의 수호와 유럽 주류세력에 대한 불신을 앞세운 농민과 노동자들의 분노의 메아리”라 평하고 있다. 오르반은 유럽 주류 정치에서 외면받아 왔지만, 이제는 유럽연합에서 가장 영향력 있는 리더 중 한 사람으로 여겨지고 있으며, "유럽 주류 우파의 탈리스만"으로 불리고 있다.

## 유럽 난민 문제에 대한 입장

### 국경장벽의 설치

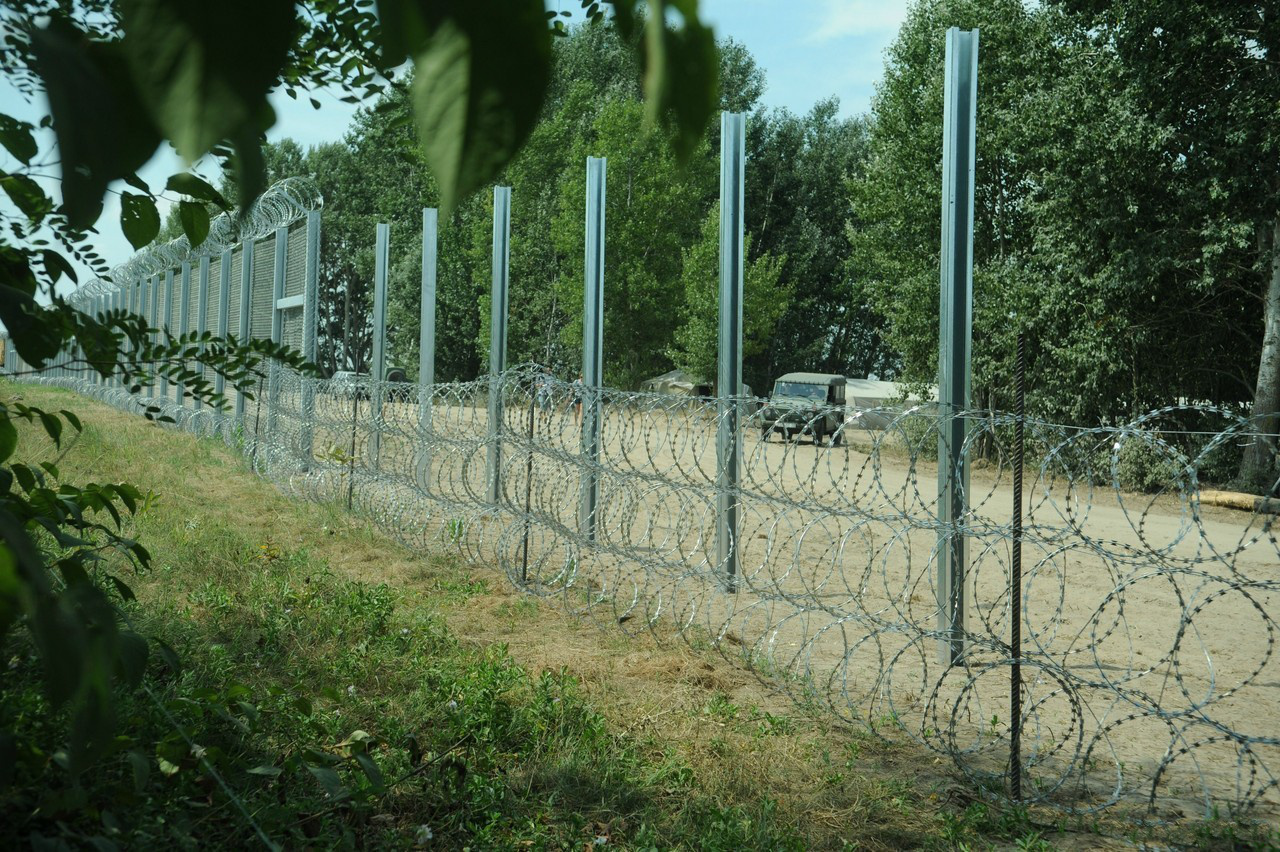
헝가리-세르비아 국경장벽

2015년 난민문제가 본격적으로 불거짐에 따라 더블린 조약에도 불구하고 난민들이 등록절차를 거치지 않고 헝가리를 통해 유럽지역에 무차별적으로 유입되기에 이르렀다. EU가 이에 대한 뚜렷한 해결책을 내놓지 못하자, 2015년 6월 17일에 오르반은 불법난민 유입에 대응할 목적으로 세르비아 국경에 장벽 건설을 결정한다. 이러한 방벽 건설에 대해 다른 유럽 국가들이 강력한 규탄을 지속적으로 이어나가는 가운데, EU 또한 방벽 건설에 유감을 표명하고 불법 난민문제를 다른 방식으로 해결할 것을 촉구했다. 특히 헝가리와 함께 난민의 주요 유입국인 세르비아와 그리스는 헝가리가 난민문제에 대한 책임을 지지 않으려 한다고 강력하게 비판하고 나섰다.
하지만 오르반은 이에 굴하지 않고 장벽을 하나씩 완성해나갔다. 2015년 9월 14일 세르비아 국경지대에 장벽 공사를 완료한 데에 이어, 2015년 9월 18일에는 크로아티아 국경지대에 장벽 공사를 시작하여 동년 10월 16일에 공사를 완료하였다. 높이가 4m에 달하는 전기장벽에 수백 명의 군인들을 배치하여 최루탄과 물 대포를 이용하여 난민들의 유입을 철저히 통제하고 있으며, 이에 따라 난민들의 유입이 급격히 감소하게 되었다. 이 외에도 다양한 국경지대에 대한 방벽 설치가 시작 또는 고려단계에 있다.

### EU 난민 할당제에 대한 입장
- 난민 할당제 반대 (2015.09)

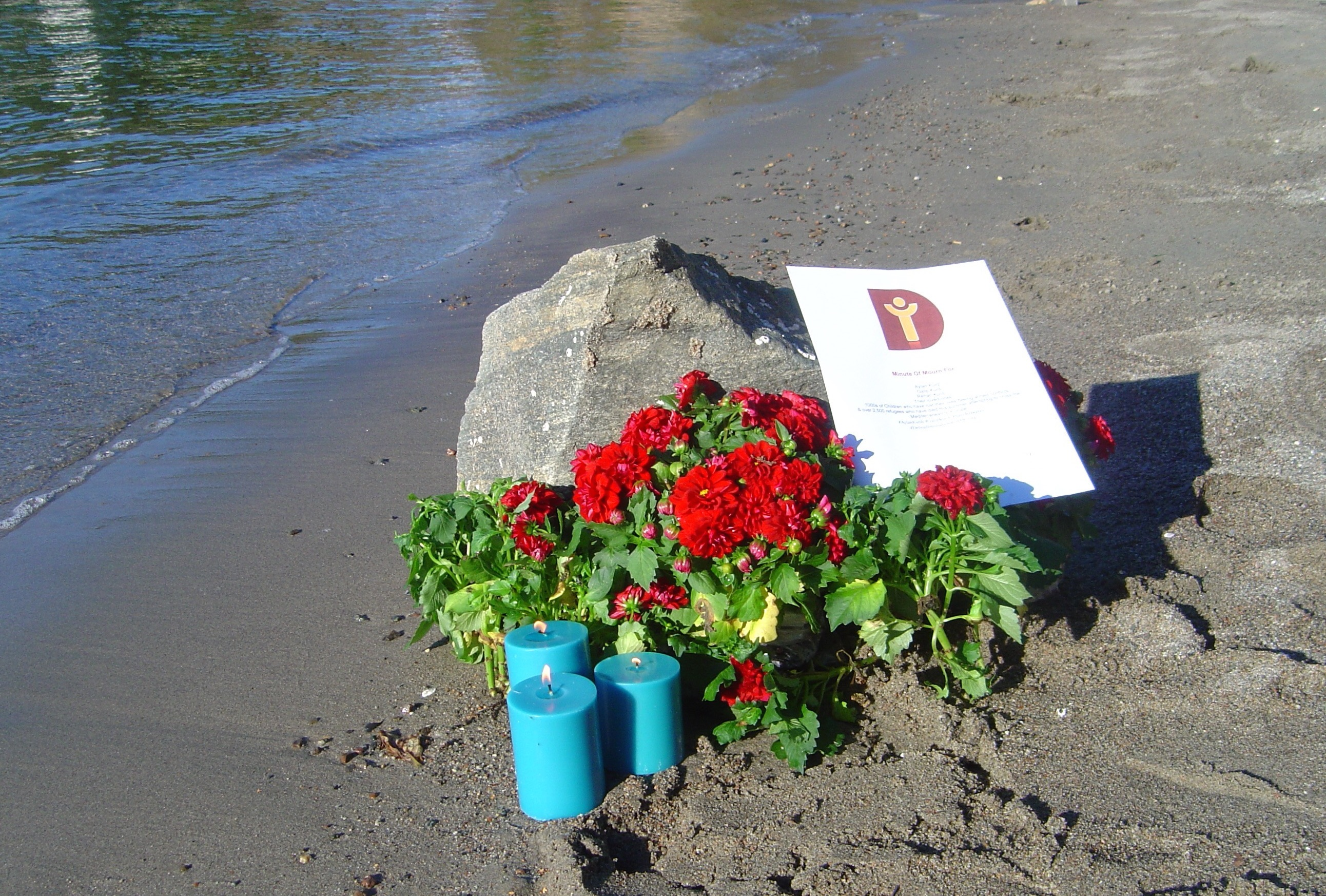
시리아 꼬마 알란 쿠르디 추모현장

시리아 꼬마 난민의 비극적인 죽음을 담은 사진이 전세계적으로 유포됨에 따라 국제사회에 자성의 목소리가 높아졌다. 이러한 분위기의 일환으로 장클로드 융커(Jean Claude Juncker) EU 집행위원장은 2015년 9월 국정연설을 통해 EU 회원국이 이탈리아, 그리스, 헝가리를 통해 유입된 난민 16만 명을 할당 수용해야 한다고 제안했다. 융커 위원장은 기존 EU 난민 수용 쿼터인 4만 명에 더하여 추가로 12만 명을 EU 회원국에 의무적으로 할당해야 한다고 밝혔다.
이에 오르반은 이러한 난민 할당수용안에 대해서 반대 입장을 드러냈다. 그는 난민을 가리켜 ‘위험에 처한 망명자’가 아니라 ‘독일식 삶을 원하는 이민자’일 뿐이라고 폄하했다. 오르반 총리는 오스트리아 공영 방송과의 인터뷰에서도 “시리아인을 포함한 이주민의 절대다수는 시리아 등지에서 탈출한 이후 더는 위험한 상황이 아니다. 터키나 다른 지역 난민 캠프에서의 삶이 대단히 훌륭하지는 않겠지만 안전하다.”고 말했다. 이어서 그는 “유럽 국경을 완전히 차단하지 못하는 상태에서 얼마나 받아들일지 논의하는 것은 의미가 없다.”고 밝히면서 “이번 위기의 가장 큰 원인은 EU가 국경을 통제하지 못하기 때문”이라고 비판했다. 헝가리는 시리아 등지의 난민들이 유럽에 입성한 후 독일 등 서유럽 국가로 가기 위해 거쳐야 하는 관문 국가로, 오르반 내각은 앞서 밝혔듯 이에 따라 국경에 방벽을 건설한 데 이어 국경에 군대를 파견하는 하는 등 난민 유입 차단을 위한 강력한 대책을 내놓았다. 오르반은 “난민이 유럽의 기독교 뿌리를 흔든다.”는 민감한 반 난민 발언도 서슴지 않고 있다.
2015년 9월 14일 유럽 각국은 4만 명의 난민을 수용하는 분배안에 대해 합의했지만, 12만 명의 난민에 대한 추가 할당 수용안에 대해서는 합의점을 찾지 못해 난항을 겪었다. 특히 관문국가인 남유럽 국가들이 반대의사를 굽히지 않자, 결국 2015년 9월 22일 벨기에 브뤼셀에서 열린 EU 내무장관 회의에서 각국 장관들은 추가적인 12만 명을 28개국에 분산 수용하는 안을 표결에 부쳐 가중 다수결로 의결했다. 이날 표결에서 체코와 헝가리, 루마니아, 슬로바키아는 반대표를 던졌으며 핀란드는 기권한 것으로 나타났다. 국가별 할당 인원은 해당 국가의 인구 규모와 국내총생산을 40%씩, 실업률과 지난 5년간 난민 수용 규모를 10%씩 고려해 결정되었다.
- 망명법 시행 (2015.12.10)

오르반 정부는 EU의 난민 할당수용안에 불복하는 소송을 제기하면서, 12월 10일 난민을 대상으로 한 새로운 망명법을 시행하였다. EU 집행위원회는 헝가리가 새로 시행한 망명법이 난민의 망명 신청 권한을 부당하게 제한하고 있다면서 이 법이 EU규정을 위반했는지에 대한 공식 조사 절차를 시작했다고 밝혔다. 오르반은 이에 즉각 반발하여 EU 집행위원회의 조사가 헝가리가 난민 분산 수용을 거부하고 있는데 대한 ‘정치적 보복’이라고 비난했다. EU는 난민 수용을 거부하는 국가에 대한 EU의 연대기금 지급을 보류하는 등의 추가적인 제재 방안도 검토하고 있는 것으로 전해졌다. 그럼에도 불구하고 유럽 내에서 오르반의 강경 정책에 대한 우호적인 분위기가 감돌기 시작하였으며, 그 증거로 유럽 내 선거에서도 강경한 난민정책을 기조로 하는 우파성향 정당들이 절대다수 득세하는 흐름이 현재까지 이어져오고 있다.
- 난민할당제 찬반 국민투표 (2016.10.02)

EU 통계에 따르면 헝가리는 2015년 망명신청자의 90%를 거절, 다른 유럽 국가들과 비교하여 망명신청자 수가 많은 것을 감안하면 상당히 많은 난민을 거절했다. 또한 헝가리는 EU의 난민할당제에 따라 16만 명 중 1천294명을 수용해야 하지만, 이에 의거한 난민 수용은 거부하고 있는 실정이다. 많은 잡음을 낳은 EU 난민 할당제에 대해서 오르반은 헝가리 국민투표를 열기로 결정하였다. 오르반 정부는 10월 2일에 “헝가리 의회의 승인 없이 유럽연합이 비헝가리인을 헝가리 내에 의무적으로 재정착하도록 만드는 것을 원하는가?”라는 질문으로 EU가 부과한 난민할당 쿼터 수용여부를 결정하는 국민투표를 시행했다. 투표결과 투표자의 98.3%에 해당하는 320만 명은 정부의 쿼터수용 반대를 지지했으나, 실제투표율이 유효투표율인 51%를 밑도는 43.9%에 그친 것으로 드러나면서 투표가 무효화되었다.
이에 불구하고 오르반 총리는 난민할당제 국민투표 결과에 대해 “우리는 유럽연합 회원국 중에서 이 문제를 국민투표로 풀어내려는 최초이자 유일한 국가라는데 자부심을 느껴야 한다. 헝가리 국민이 난민 문제에 직접 방향을 제시한 것이 중요하다.”고 밝혔다. 또한 오르반은 국민투표가 무효화와 관계없이 국민의사를 반영하여 향후 헌법 개정 등 필요한 조치를 해나가겠다고 밝히면서 “헝가리 국민은 우리가 누구를 받아들여 함께 살 것인가 하는 문제를 헝가리 국민 스스로 정해야 한다는 사실을 보여줬다.”고 강조했다. 이번 난민할당제 국민투표는 유럽연합의 지시이행 여부에 법적 영향을 미치지 않기 때문에 오르반 총리는 이번 투표가 EU본부에 압박으로 작용하기를 기대하고 있다.
- 난민을 겨냥한 개헌시도 (2016.10.10)

헝가리의 좌익성향 신문매체인 네사바샥(Népszabadság)이 2016년 10월 8일 수익문제로 갑작스레 사업을 잠정 중단하였다. 그러나 회사 수익을 위해 사업을 중단한 결정을 이해할 수 없다는 평가와 더불어, 네사바샥이 오랫동안 오르반 총리의 소속당인 피데스당의 정책들과 핵심인사들의 비리를 다뤄왔다는 점이 더해져, 개헌 시도에 앞서 정치적 압력을 받은 것이 아니냐는 추측이 나오고 있다. 10월 25일에는 피데스와 깊게 연루된 오피머스 신문(OPIMUS PRESS Zrt)이 네사바샥을 인수했다는 소식이 전해졌다. 예전에도 오르반 총리의 신임을 받던 장관의 비리를 다뤘던 헝가리 웹사이트 오리고(Origo)의 수뇌부가 교체되고 그 즉시 해당 사이트에서 오르반 내각에 대한 비판이 멈췄던 바가 있었다.
이후 2016년 10월 10일에 오르반 총리는 난민의 대규모 정착을 사실상 금지하는 내용을 골자로 한 헌법 개정안을 제출했다. 오르반은 이날 의회 웹사이트에 개헌안을 공개하며 외국인들이 EU의 일방적 지시에 따라 헝가리에 재정착할 수는 없을 것이라고 못박았다. 그는 “(EU 시민이 아닌) 외국인은 의회가 정한 헌법 규정에 따라 헝가리 당국이 각 개인의 요청을 판단한 경우에만 헝가리에서 살 수 있다”며 EU의 난민할당제에 대한 거부 의사를 명확히 했다. 또한 “국가의 형태와 구조, 영토, 국민은 헝가리의 헌법적 정체성에 포함된다.”고 명시하면서 이는 어떤 외부의 법으로도 수정될 수 없다고 명시했다. 헝가리 내 극우 요빅(Jobbik)당은 이에 대해 자신들이 연초에 제안했던 헌법 개정안과 유사하다는 전제 하에 이를 지지하겠다는 의사를 밝혔다. 하지만 오르반 총리의 피데스당은 연초 개정안의 소급적용이 이뤄진다면 헝가리가 EU에서 추방되는 결과가 초래될 수 있다며 거부의사를 밝혔다. 오르반은 자신의 결단이 체코, 폴란드, 슬로바키아의 EU 난민할당제 반대에 힘을 실어주길 기대하고 있다. 헌법 개정은 의회 3분의 2의 찬성이 있어야 성사될 수 있으며, 2016년 11월 8일 표결에 부쳐질 예정이다.